# NGC 6347
NGC 6347 = IC 1253 ist eine isolierte, spiralförmige Radiogalaxie vom Hubble-Typ SBb im Sternbild Herkules am Nordsternhimmel. Sie ist schätzungsweise 280 Millionen Lichtjahre von der Milchstraße entfernt und hat einen Durchmesser von etwa 100.000 Lichtjahren. Vom Sonnensystem aus entfernt sich die Galaxie mit einer errechneten Radialgeschwindigkeit von näherungsweise 6.100 Kilometern pro Sekunde.
Im selben Himmelsareal befinden sich unter anderem die Galaxien PGC 1506741, PGC 1509012, PGC 1512183, PGC 3090539.
Das Objekt wurde im Jahr 1866 von Truman Safford entdeckt. Diese erste Beobachtung war Dreyer bei der Erstellung des Kataloges unbekannt, so dass Saffords zweite Beobachtung am 6. Juni 1866 unter IC 1253 zu einem Eintrag im Index-Katalog führte.